# Виборчий округ 19
Виборчий округ 19 — виборчий округ у Волинській області. В сучасному вигляді був утворений 28 квітня 2012 постановою ЦВК № 82 (до цього моменту існувала інша система виборчих округів). Окружна виборча комісія цього округу розташовується в Навчально-консультаційному центрі НУ «Львівської політехніка» за адресою м. Володимир-Волинський, вул. Данила Галицького, 7.
До складу округу входять міста Володимир-Волинський і Нововолинськ, а також Володимир-Волинський, Іваничівський і Любомльський райони. Виборчий округ 19 межує з округом 21 на півночі, з округом 20 на сході, з округом 124 на півдні та обмежений державним кордоном з Польщею на заході. Виборчий округ № 19 складається з виборчих дільниць під номерами 070001-070067, 070156-070205, 070589-070653, 070971-070989 та 071105-071125.

## Народні депутати від округу
| Ім'я                    | Фото | Партія         | Скликання | Дата набуття повноважень | Дата припинення повноважень |
| ----------------------- | ---- | -------------- | --------- | ------------------------ | --------------------------- |
| Мельник Євген Іванович  |      | Свобода        | 7-ме      | 12 грудня 2012           | 27 листопада 2014           |
| Гузь Ігор Володимирович |      | Народний фронт | 8-ме      | 27 листопада 2014        | 29 серпня 2019              |
| Гузь Ігор Володимирович |      | самовисуванець | 9-те      | 29 серпня 2019           |                             |

## Результати виборів

### Парламентські

#### 2019

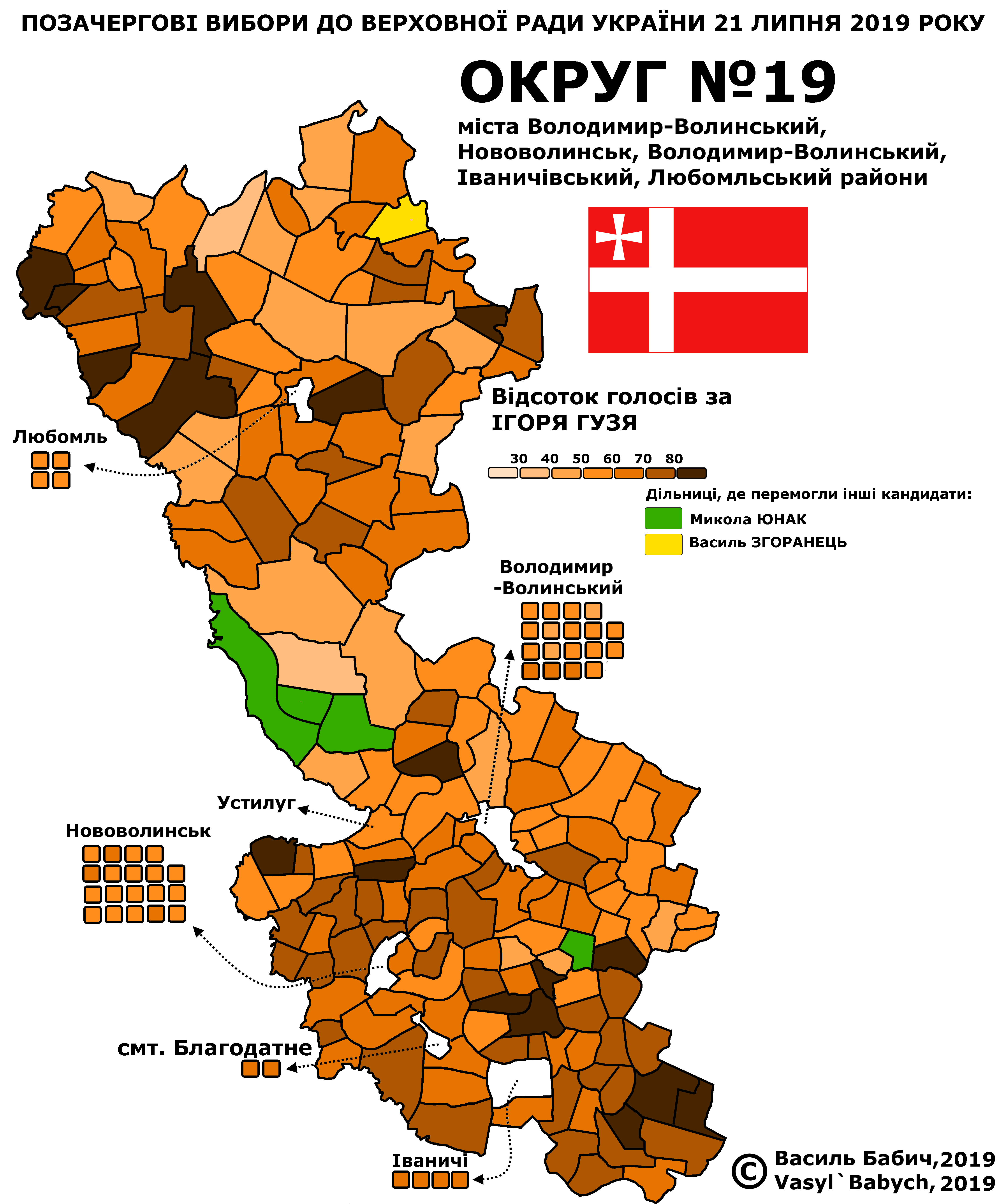
Підтримка переможців за дільницями у одномандатному виборчому окрузі

Кандидати-мажоритарники:
- Гузь Ігор Володимирович (самовисування)
- Мисковець Назар Сергійович (Слуга народу)
- Юнак Микола Петрович (самовисування)
- Згоранець Василь Володимирович (самовисування)
- Григоренко Сергій Анатолійович (Європейська Солідарність)
- Конєва Ірина Василівна (самовисування)
- Голигін Віталій Володимирович (Опозиційна платформа — За життя)

#### 2014
Кандидати-мажоритарники:
- Гузь Ігор Володимирович (Народний фронт)
- Зінкевич Костянтин Миколайович (самовисування)
- Мельник Євген Іванович (Свобода)
- Юнак Микола Петрович (самовисування)
- Гупало Юрій Володимирович (самовисування)
- Ярема Віктор Романович (Радикальна партія)
- Оніщук Андрій Юрійович (Батьківщина)
- Купира Зінаїда Степанівна (самовисування)
- Буторін Олексій Олексійович (самовисування)
- Скіпальський Олександр Олександрович (самовисування)
- Головатий Сергій Петрович (самовисування)
- Савюк Ганна Павлівна (Комуністична партія України)
- Дзенік Сергій Іванович (самовисування)

#### 2012
Кандидати-мажоритарники:
- Мельник Євген Іванович (Свобода)
- Ковальчук Сергій Михайлович (самовисування)
- Діброва Валерій Григорович (самовисування)
- Частяков Геннадій Геннадійович (самовисування)
- Киричук Олександр Олексійович (УДАР)
- Недищук Євгеній Микитович (Українська народна партія)
- Латковський Володимир Володимирович (самовисування)
- Савюк Ганна Павлівна (Комуністична партія України)
- Лазаренко Людмила Ростиславівна (самовисування)
- Вігура Леонід Якович (Партія регіонів)
- Приступа Богдан Євгенійович (Мерітократична партія України)
- Слабенко Сергій Іванович (самовисування)
- Булавін Олександр Олександрович (самовисування)
- Лактіонов Дмитро Олександрович (Україна — Вперед!)
- Паращак Юрій Ігорович (самовисування)

## Явка
Явка виборців на окрузі: